# Rohirrim
Rohirrim är ett fiktivt folkslag i landet Rohan i J.R.R. Tolkiens Sagan om ringen. De är ett ryttarfolk som har de absolut snabbaste och vackraste hästarna, de är också de skickligaste och förnämsta ryttarna i hela Midgård.
I Ringens krig bistod de motvilligt Gondor vid Minas Tirith. Tveksamheten berodde på att Gondor inte kom till Rohans hjälp när Rohirrim var nära undergången i slaget vid Helms klyfta.

## Härstamning
Rohirrim var från början Éothéod, ett nordfolk som var skickliga ryttare. Namnet Éothéod är en översättning till fornengelskan av det ursprungliga rohirriska Lohtûr, där rohirriskans "Loho-" eller "lo-" motsvarar det anglosaxiska "eo-", som betyder "häst". Deras land låg bredvid den stora floden Anduins källor, nära platsen där berget Ered Mithrin möter bergskedjan Dimmiga bergen. Efter att prins Eorl den unge hjälpt Gondor under en invasion från östringarna i slaget vid Celebrant fick Éothéod som tack Calenardhon, Gondors landområden norr om Vita bergen, av Gondors rikshovmästare Cirion i utbyte att de skulle hjälpa Gondor vid ett eventuellt krig. Budbärare sändes norrut och hela Éothéod flyttade till Calenardhons slättland. Detta land gav de namnet Rohan och kallade sig själva Rohirrim.
I Gondors legender sägs det att folket i Gondor och Rohirrim hade gemensamma stamfäder: Atanatári från den Första åldern.  